# Campionati nordici di lotta 2013
I campionati nordici di lotta 2013 si sono svolti a Eslöv, in Svezia, dall'11 al 12 maggio 2013.

## Podi

### Lotta greco-romana
| Evento        | Oro              | Argento            | Bronzo              |
| Fino a 55 kg  | Anders Rønningen | Toufan Ahmadi      | Joakim Fagerlund    |
| Fino a 60 kg  | Thomas Rønningen | Jerry Pitkänen     | Mathias Hagdahl     |
| Fino a 66 kg  | Stig André Berge | Anders Ekström     | Vahab Daneshvar     |
| Fino a 74 kg  | Frederik Ekström | Timmy Wideheim     | Christoffer Nilsson |
| Fino a 84 kg  | Eerik Aps        | Jim Pettersson     | Viktor Karlsson     |
| Fino a 96 kg  | Fredrik Schön    | Alo Toom           | Elias Kuosmanen     |
| Fino a 120 kg | Johan Eurén      | Sebastian Lönnborn | Tuomas Lahti        |

### Lotta libera femminile
| Evento       | Oro               | Argento         | Bronzo           |
| Fino a 48 kg | Sandra Särkinen   | Silje Kippernes | ----             |
| Fino a 55 kg | Sofia Mattsson    | Emma Carlsson   | Tiina Vainionpää |
| Fino a 63 kg | Signe Marie Store | Therese Persson | Evelina Gryvik   |
| Fino a 72 kg | Jenny Fransson    | Epp Mäe         | Jenny Aardalen   |